# Arena di Campo Pequeno
L'arena di Campo Pequeno (in portoghese Praça de Touros do Campo Pequeno) è un'arena di Lisbona, in Portogallo. Si trova nella Praça do Campo Pequeno, nei pressi dell'Avenida da República, nella freguesia di Avenidas Novas.
Nel 2006 l'arena ha riaperto dopo una ristrutturazione che l'ha resa adatta anche a eventi dal vivo diversi dalla corrida. Molti famosi gruppi musicali hanno suonato in questo impianto. Il complesso comprende anche un centro commerciale sotterraneo, ristoranti e un parcheggio, ed è raggiungibile dall'omonima stazione della metropolitana di Lisbona. Ha una capacità di 10.000 posti a sedere, per i concerti la capienza totale è di 16.000 persone.

## Eventi musicali
- Il 19 luglio 1991 ospita un concerto di Bob Geldof.
- Il 30 aprile 1997 ospita un concerto di Laura Pausini.
- Il 26 ottobre 2006 ospita una tappa del Black Holes & Revelations Tour dei Muse.
- Il 4 luglio 2008 ospita una tappa del All the Lost Souls World Tour di James Blunt.
- Il 19 marzo 2009 ospita una tappa del We Sing. We Dance. We Steal Things Tour di Jason Mraz.
- ll 28 giugno 2009 ospita una tappa dell'Hello Katy Tour di Katy Perry.
- Il 22 e 21 novembre 2009 ospita due concerti dei Massive Attack.
- Il primo dicembre 2009 ospita una tappa del The High End of Low European Tour di Marilyn Manson.
- Il 2 dicembre 2009 ospita una tappa del Tonight: Franz Ferdinand Tour dei Franz Ferdinand.
- Il 3 febbraio 2010 ospita una tappa dell'Humbug Tour degli Arctic Monkeys.
- Il 10 marzo 2010 ospita una tappa del 2010 European Reunion Tour dei The Cranberries.
- L'11 maggio 2010 ospita una tappa del The Boy Who Knew Too Much Tour di Mika.
- Il 27 luglio 2010 ospita una tappa del Get Lucky Tour di Mark Knopfler.
- Il 29 novembre 2010 ospita una tappa del Theatre of Death Tour di Alice Cooper.
- Il 18 dicembre 2010 ospita una tappa del Congratulations Tour degli MGMT.
- Il 20 febbraio 2011 ospita una tappa del California Dreams Tour di Katy Perry.
- Il 23 giugno 2011 ospita una tappa del Nightmare Tour degli Avenged Sevenfold.
- Il 9 dicembre 2011 ospita una tappa del The Other Side of the Kaleidyscope Tour dei The Smashing Pumpkins.
- Il 22 settembre 2012 ospita una tappa del Little Broken Hearts Tour di Norah Jones.
- Il 20 ottobre 2012 ospita una tappa dello Strangeland Tour dei Keane.
- Il 2 febbraio 2013 ospita una tappa del #3 Tour dei The Script.
- L'11 settembre 2013 ospita una tappa dello Stars Dance Tour di Selena Gomez.
- Il 18 febbraio 2014 ospita una tappa del In a World like This Tour dei Backstreet Boys.
- Il 23 ottobre 2014 ospita una tappa del Resurrection Tour di Anastacia.
- Il 15 settembre 2022 ospita una tappa del I'm Outta Lockdown - The 22nd Anniversary Tour di Anastacia.